# Кірово (Ленінградська область)
Кірово (рос. Кирово) — присілок у Волосовському районі Ленінградської області Російської Федерації.
Населення становить 15 осіб. Належить до муніципального утворення Бегуницьке сільське поселення.

## Історія
Від 1 серпня 1927 року належить до Ленінградської області.

## Населення
| 1862 | 1965 | 1997 | 2007 | 2010 | 2017 |
| ---- | ---- | ---- | ---- | ---- | ---- |
| 8    | ↗294 | ↘21  | ↘13  | ↗15  | →15  |